# Sulaymaniyah Stadium
Sulaymaniyah Stadium – wielofunkcyjny stadion w mieście As-Sulajmanijja, w Iraku. Może pomieścić 10 000 widzów. Swoje spotkania rozgrywa na nim drużyna Sulaymaniya FC.